# 銭貨
銭貨（せんか）は、主に東アジアでかつて流通した硬貨を指す。同音で泉貨とも書く。多くは円形で中心部に方形の穴が開けられた（円形方孔）有孔貨幣であることが多い。金貨や銀貨といった貴金属製の硬貨の対義語として、卑金属製の硬貨を指すこともあるが、金貨および銀貨のうち円盤状で中央に孔が開いた形状をしているものを含めて銭貨ということもある。多くは銅貨であるが、銅の不足などにより、鉄製のものや亜鉛等との合金とした真鍮製の物が銭貨として発行されたこともある。
銭貨の通貨単位としては、一般に文が用いられた。

## 呼び名
四角の穴があいているために「穴あき銭（あなあきせん）」「穴銭（あなせん）」、あるいは「方孔銭」「円形方孔銭」「方孔円銭」ともいう。
単に「ぜに（銭）」ともいう。江戸時代には「ちゃん」、「ちゃんころ」などとも呼ばれた。

## 歴史
中国における銭貨の歴史については中国の貨幣制度史を参照。とくに唐の開元通宝は、そのデザインや大きさ・重さの点で東アジアやベトナムの銭貨に強い影響を与えた。
日本（倭国）産の銭貨として最初に鋳造されたのは、無文銀銭または富本銭とされるが、実際に流通したかどうかは定かではなく、厭勝銭（まじない銭）や試作品の可能性もあり、よく分かっていない。
最初に正式な貨幣として発行されたのは708年（和銅元）の和同開珎である。これは律令国家の建設と軌を一にするものであり、中国王朝にならい貨幣発行権を国家のもとにおいたのである。律令政府は、蓄銭叙位法や献銭叙位法を施行するとともに、雑徭・調の銭納を認めるなど、銭貨の普及を強く推進した。以後、10世紀頃まで国産の銭貨である万年通宝・神功開宝・隆平永宝・富寿神宝・承和昌宝・長年大宝・饒益神宝・貞観永宝・寛平大宝・延喜通宝・乾元大宝が鋳造された。和同開珎から乾元大宝まで12種類なので、これらを皇朝十二銭と呼ぶ。しかし、銭貨の原料となる銅が十分に確保されないために、消費需要に見合うだけの銭貨を供給することができず、銭貨は次第に布や米などの物品貨幣へ代替されるようになり、11世紀初めごろまでに流通しなくなった。
なお、万年通宝の発行と同時に、金銭開基勝宝、銀銭大平元宝も鋳造されたが、これらは銅銭と異なり流通目的とは言い難く、銅銭の通用価値を高く設定するための見せ金と考えられている。またこれらと同時期に賈行銀銭が鋳造されたともいわれるが、これらの金銀銭はいずれも皇朝十二銭に含まれない。
平安時代後期に荘園公領制が成立すると、地域間の決済が増加していき、貨幣への需要が高まった。日宋貿易によりもたらされた宋銭・唐銭が次第に流通し始め、『百練抄』には、平安最末期の1179年（治承3）に「銭の病」が流行した記事が残っている。この「銭の病」を急激な宋銭普及に伴うインフレーションとする説もある。
本格的に銭貨流通が盛んになったのは鎌倉時代からである。13世紀中葉ごろからの社会変動に伴い、銭貨流通は社会に広く普及した。室町時代に明から永楽通宝が大量に輸入された。15世紀後半になると、これら宋銭・明銭といった中国銭に信用不安が発生しており（後述書 pp.254 - 255）、理由として、15世紀半ばに明が国家的支払い手段を銭から銀に転換したため、国家的保障を失い、日本にも波及したものと考えられている。当時、大内氏は撰銭令を出す対策を出しているが、その後を継いだ毛利氏の時代では、石見銀山によって、大量の銀を産出することに成功しているため、撰銭令を出す必要性が減じている（同書 pp.255 - 256）。
長らく中国から輸入した渡来銭や鐚銭などが流通していたが、江戸時代に入ると、初期には慶長通宝・元和通宝が鋳造され、ようやく安定的な貨幣供給体制が整えられた後には、寛永通宝を中心として、宝永通宝、天保通宝、文久永宝などが流通し、金・銀とともに三貨制度の一角を担った。寛永通宝・文久永宝は1953年（昭和28年）12月の「小額通貨の整理及び支払金の端数計算に関する法律」施行まで、寛永通宝真鍮4文銭を2厘、銅1文銭を1厘、文久永宝を1厘5毛として、法的に通用していた。
以下の表は江戸時代の銭貨の一覧である（地方貨幣・試鋳貨幣等は除く）。
| 種類                   | 発行開始             | 貨幣価値 | 明治以降の通用価値 | 通用停止                              |
| ---------------------- | -------------------- | -------- | ------------------ | ------------------------------------- |
| 慶長通宝               | 慶長11年（1606年）   | 1文      |                    |                                       |
| 元和通宝               | 元和元年（1615年）頃 | 1文      |                    |                                       |
| 寛永通宝（銅一文銭）   | 寛永13年（1636年）   | 1文      | 1厘                | 昭和28年（1953年）                    |
| 寛永通宝（鉄一文銭）   | 元文4年（1738年）    | 1文      | 1/16厘             | 明治6年（1873年）／明治30年（1897年） |
| 寛永通宝（真鍮四文銭） | 明和5年（1768年）    | 4文      | 2厘                | 昭和28年（1953年）                    |
| 寛永通宝（精鉄四文銭） | 万延元年（1860年）   | 4文      | 1/8厘              | 明治6年（1873年）／明治30年（1897年） |
| 宝永通宝               | 宝永5年（1708年）    | 10文     |                    | 宝永6年（1709年）                     |
| 天保通宝               | 天保6年（1835年）    | 100文    | 8厘                | 明治24年（1891年）                    |
| 文久永宝               | 文久3年(1863年)      | 4文      | 1厘5毛             | 昭和28年（1953年）                    |

## 備考
- 『続日本紀』には、度々、銭百万文を献上したことで無位・下位の者が五位を与えられた記述があり、実質上、皇朝十二銭の登場や貴族身分の形成の早い段階から銭貨で身分を買えた（蓄銭叙位令も参照）。記述例として、天平勝宝5年（753年）9月1日条には、無位の板持連真釣（いたもちのむらじまつり）が銭百万文を献上したので、外従五位下を授けられたとある（この他、銭百万文と共に稲一万束を献上したなど、銭と併用して献上し、五位を得る例が見られる）。
- 日本の中世期当時、朝鮮（高麗・李氏朝鮮）では銭貨を独自に自鋳し、ベトナムや琉球でも断続的ながら銭の自鋳を行っていたが（後述書）、これに対し、ジャワでは中世日本と同様に中国銭と模倣した私鋳銭が使用されており（後述書）、これは中国の影響力の強い国ほど銭を自鋳する傾向にあることを示しており（後述書）、その対極が中世日本とジャワであった[8]。この差異は、朝鮮やベトナムが中国と隣接し、常に圧迫を受け、対外戦争の脅威にさらされていたことにもよる[9]。
- 宋側は銅銭流出を禁じていたため、宋銭流出は基本的には密貿易であり、その担い手は民間商人であった[10]。日宋貿易で輸入された銭の総量は2億貫にものぼり[11]、土地売買の証文も鎌倉初期は、米による売買が60パーセントに対して銭40パーセントだったものが、末期（14世紀）には、米15パーセントに対して銭85パーセントに変化しており、依存度が高まっている[11]。
- 漢字4文字が鋳出されている銭貨の読み方は、日本の特異な形・文字配置の天保通宝や地方貨幣の細倉当百のような例外的なものを除いて主に2種類あり、上右下左の廻読と上下右左の対読がある。皇朝十二銭は全て前者、宋銭も前者が多いが、明銭・清朝銭・日本の江戸時代の銭貨などのような後の時代の銭貨には後者が多く使われるようになった。なお開元通宝（開通元宝）など銭銘の読みに2通りの説があるものもある。
- 銭貨のうち、寛永通宝や地方貨幣等の鉄銭のほか、南宋銭や日本の鐚銭等の一部には磁性を持つものが見られる。
- 銭貨の部位の名称としては次のようなものがある。
  - 面（めん） - 銭貨の表面。
  - 背（はい） - 銭貨の裏面。
  - 穿（せん） - 銭貨の中央の穴。
  - 郭（かく） - 穿の周りの盛り上がった部分。
  - 輪（りん） - 銭貨の外側にあるリング状の部分。
  - 内径（ないけい）・至輪径（しりんけい） - 輪の内側の直径。
  - 外径（がいけい）・銭径（せんけい） - 銭貨自体の直径。

## 関連文献
- 黒田明伸『歴史のなかの貨幣 銅銭がつないだ東アジア』岩波書店〈岩波新書〉、2025年。
- 宮澤知之『中国銅銭の世界 - 銭貨から経済史へ』思文閣出版〈佛教大学鷹陵文化叢書16〉、2007年。ISBN 9784784213467。